# ICarly (série télévisée, 2021)
iCarly
Sam et Cat
iCarly est une série télévisée américaine en 33 épisodes d'environ 23 minutes créée par Dan Schneider et diffusée entre le 17 juin 2021 et le 27 juillet 2023 sur Paramount+.
Il s'agit d'une suite de la série télévisée éponyme iCarly. Elle signe le retour de plusieurs personnages, notamment Carly (Miranda Cosgrove), Freddie (Nathan Kress) et Spencer (Jerry Trainor), plusieurs années après les événements de la série originale.
En France, elle a été proposée à la demande sur Paramount+ à partir du 1er décembre 2022.

## Synopsis
Une décennie après les événements de la série précédente, Carly Shay est retournée à Seattle et partage un appartement avec son amie Harper, barista et aspirante styliste de mode. Le frère aîné de Carly, Spencer, est devenu un artiste riche après avoir accidentellement créé une sculpture renommée. Après deux divorces et l'échec d'une start-up technologique, Freddie Benson est retourné vivre avec sa mère, accompagné de sa belle-fille adoptive Millicent, âgée de 11 ans. Tous les personnages principaux vivent à Bushwell Plaza, l'immeuble où se déroulait le spectacle original. Lorsque Carly décide de relancer son webshow iCarly, elle reçoit l'aide de Spencer, Freddie et de ses nouveaux amis.

## Fiche technique
Sauf indication contraire, les informations mentionnées dans cette section peuvent être confirmées par la base de données cinématographiques IMDb,  présente dans la section « Liens externes ».
- Titre original : iCarly
- Crée par: Dan Schneider
- Composition du générique : Michel Corcoran
- Musique du générique : Leave it All to Me chanté par Miranda Cosgrove et Drake Bell
- Compositeurs : Gabriel Mann, Niv Toar
- Pays d'origine : États-Unis
- Langues d'origine : Anglais
- Producteur Exécutifs : Ali Schouten, Miranda Cosgrove et Phil Lewis
- Producteurs : Jerry Trainor, Nathan Kress, Alissa Vradenbourg, Don Dunn, Max Burnett
- Directeur Artistique : John Simmons
- Montage : Richard Candib
- Durée moyenne d'un épisode : 23 à 26 minutes
- Société de production : Museum Visit, Nickelodeon Production
- Réseau de diffusion : Paramount+
- Date de sortie : 17 juin 2021 (États-Unis)
- Classification : tous publics

## Distribution

### Acteurs principaux
- Miranda Cosgrove (VF : Florine Orphelin) : Carly Shay
- Jerry Trainor (VF : Philippe Roullier) : Spencer Shay
- Nathan Kress (VF : Mathias Casartelli) : Freddie Benson
- Laci Mosley (VF : Déborah Claude) : Harper
- Jaidyn Triplett (VF : Cerise Calixte) : Millicent

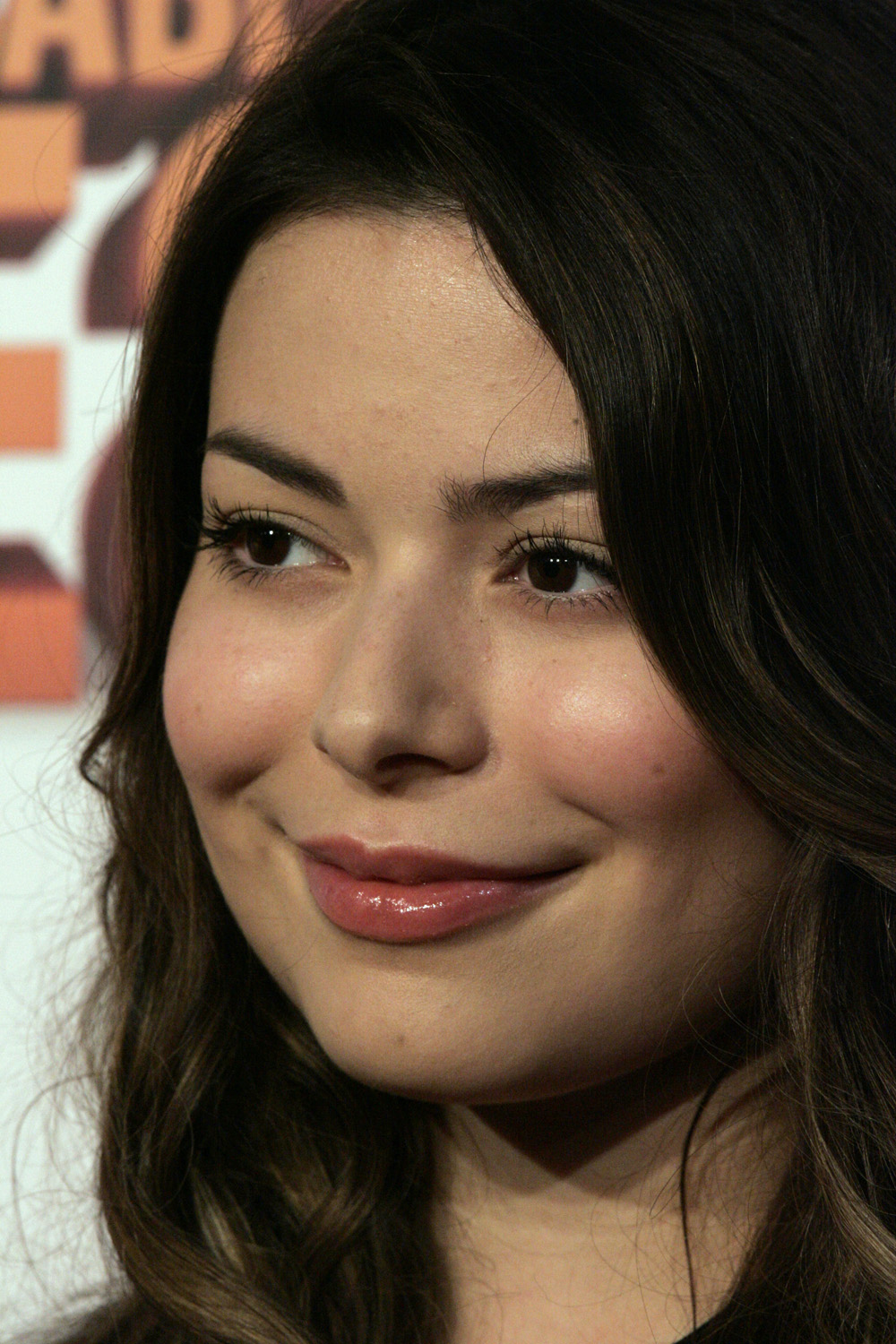
Miranda Cosgrove interprète Carly Shay.
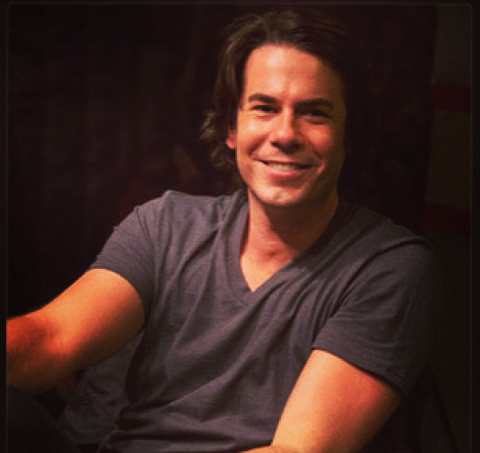
Jerry Trainor interprète Spencer Shay.
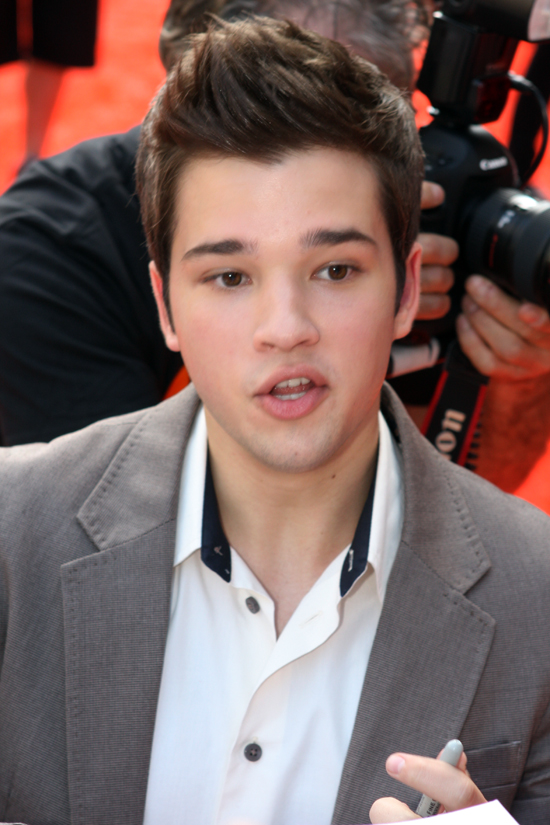
Nathan Kress interprète Freddie Benson.

### Acteurs récurrents
- Lyric Lewis : Maeve
- Poppy Liu (VF : Camille Ravel) : Double Dutch
- Josh Plasse (VF : Fred Colas (saison 1) puis Arnaud Laurent (saison 2)) : Wes
- Conor Husting (VF : Oscar Douieb) : Beau
- Mary Scheer (VF : Olivia Dutron) : Marissa Benson
- Mia Serafino (VF : Marie Nonnenmacher) : Pearl (saison 2)

### Invités

#### Saison 1
- Danielle Morrow (VF : Nathalie Bienaimé) : Nora Dershlit
- Josie Totah (VF : Marie Giraudon) : Willow
- Reed Alexander (VF : Olivier Podesta) : Nevel Papperman
- Tim Russ : Ted Franklin
- Doug Brochu : Duke Lubberman
- Carmela Zumbado : Gwen
- Drew Roy : Griffin
- Esther Povitsky : Brooke
- Jeremy Rowley : Lewbert

##### Version française
- - Studio de doublage : Lylo Media Group
  - Direction artistique : Philippe Roullier (dialogues), Marie-Ange Teuwen (chants)
  - Adaptation : Charles Platto (dialogues), Marie-Ange Teuwen (chants)

 Source et légende : version française (VF) sur RS Doublage

## Production

### Développement
L'ancienne directrice de Nickelodeon, Paula Kaplan, a contacté Cosgrove pour lui proposer une nouvelle série iCarly, dans laquelle Carly et Spencer dirigent une maison de contenu semblable à Hype House, avec une nouvelle génération d'influenceurs qui s'inspirent de la série en ligne iCarly. Le public cible de la série devait être les enfants, dans la lignée d'autres reprises et spin-offs comme Raven's Home et Girl Meets World de Disney Channel. « Je ne pense pas qu'aucun d'entre nous n'aurait été partant pour cette idée », dit-elle. « Ce qui m'a enthousiasmée à l'idée de refaire iCarly, c'est de pouvoir mettre les personnages dans des situations que nous ne pouvions pas montrer auparavant » Cosgrove a contacté Jerry Trainor, Nathan Kress et Jennette McCurdy au sujet du projet. Kress et Trainor étaient d'accord avec le projet, mais McCurdy a refusé. Après de multiples conversations avec les anciens acteurs, Cosgrove a demandé que la série de reprise soit destinée aux adultes qui ont grandi avec elle, ce que ViacomCBS et AwesomenessTV ont immédiatement accepté, contrairement à la série Lizzie McGuire abandonnée par Disney+. En tant que producteur exécutif de la série, Cosgrove voulait incorporer des sujets plus matures et de la diversité dans la série, ainsi que de la nostalgie.
La série a été annoncée en décembre 2020, avec Jay Kogen et Ali Schouten en tant que co-showrunners et producteurs exécutifs. Cosgrove, Kress et Trainor reprennent leurs rôles de la série originale,. En février 2021, il a été rapporté que Kogen a quitté le projet en raison de "différences créatives" avec Cosgrove. Plus tard dans le mois, Jennette McCurdy a confirmé qu'elle ne reprendrait pas son rôle de Sam Puckett pour la reprise de la série, parce qu'elle avait abandonné le métier d'actrice et se sentait embarrassée par sa carrière passée. Il a également été révélé que la reprise de la série avait été choisie pour treize épisodes, le pilote étant réalisé par Phill Lewis et écrit par Kogen et Schouten. En mai, la date de la première a été révélée comme étant le 17 juin 2021, et une image teaser a également été révélée. Le 1er juin, la première bande-annonce officielle de la reprise a été publiée,,.
Le 15 juillet, la série a été renouvelée pour une deuxième saison.
Le 27 juillet 2022, la série a été renouvelée pour une troisième saison.
Le 4 octobre 2023, la série est annulée.

### Casting
En mars 2021, on a appris que Laci Mosley avait été choisie pour incarner Harper, la nouvelle colocataire et meilleure amie de Carly, et que Jaidyn Triplett avait été choisie pour incarner Millicent, la belle-fille de Freddie, hargneuse et obsédée par les médias sociaux. Depuis l'annonce de son casting, Mosley a été la cible d'attaques racistes de la part de fans qui voyaient en elle une remplaçante du personnage de Jennette McCurdy dans l'original. La scénariste Franchesca Ramsey a tweeté en réponse : « Harper, le personnage de Laci, ne remplace pas Sam. Personne ne peut remplacer Jennette McCurdy ou son incroyable talent ! Mais c'est à la fois raciste et complètement injuste de décider que Laci n'a pas mérité son rôle, d'autant plus que la série n'est même pas encore sortie ! ».

### Tournage
En mars 2021, le tournage du revival avait officiellement commencé. La production de la première saison s'est terminée le 25 juin 2021. La production de la deuxième saison devrait commencer à l'automne 2021.

## Diffusion
La série est diffusée dans plus de 115 pays à l'échelle mondiale.

### États-Unis
La série est diffusée la première fois le 17 juin 2021 sur Paramount+ en streaming. En télévision linéaire elle est diffusée sur Nickelodeon et MTV.

### France
Le programme est diffusé depuis le 1er décembre 2022 sur Paramount+ en streaming. Néanmoins, elle est indisponible en diffusion linéaire.

## Épisodes
| Saisons | Saisons | Nombre d'épisodes | Diffusion originale | Diffusion originale | Diffusion française | Diffusion française |
| Saisons | Saisons | Nombre d'épisodes | Début de saison     | Fin de saison       | Début de saison     | Fin de saison       |
| ------- | ------- | ----------------- | ------------------- | ------------------- | ------------------- | ------------------- |
|         | 1       | 13                | 17 juin 2021        | 26 août 2021        | 1er décembre 2022   | 1er décembre 2022   |
|         | 2       | 10                | 8 avril 2022        | 3 juin 2022         | 23 décembre 2022    | 23 décembre 2022    |
|         | 3       | 10                | 1er juin 2023       | 27 juillet 2023     | 25 août 2023        | 20 octobre 2023     |

### Première saison (2021)
1. Nouveau départ (iStart Over)
2. Je déteste Carly (iHate Carly)
3. Les fausses excuses (iFauxpologize)
4. J'te couvre (iGot Your Back)
5. Mariage robotique (iRobot Wedding)
6. La malédiction (i'M Cursed)
7. Besoin d'espace (iNeed Space)
8. Amitié secrète (iLove Gwen)
9. Sable (iMLM)
10. Week-end entre filles (iTake a Girls' Trip')
11. La mécanique du cœur (iCan Fix It Myself)
12. Un dîner pas si parfait (iThrow a Flawless Dinner Party)
13. Retour au Webicône (iReturn to Webicon)

### Deuxième saison (2022)
1. La reine de glace (iGuess Everyone Just Hates Me Now)
2. Objection, Lewbert ! (iObject, Lewbert!)
3. Je n'ai jamais… (i'M Wild and Crazy)
4. Mon nouvel assistant (iHire a New Assistant)
5. Opération séduction (iCupid)
6. Nouvelle équipe (iBuild a Team)
7. Soirée drag (iDragged Him)
8. La poupée Carly (i'M a USA Bae)
9. Million Dollar Carly (iHit Something)
10. Murder Party (iThrow a Flawless Murder Mystery Party)

### Troisième saison (2023)
1. Jambes en coton (iBuckled)
2. J'adore tes chaussures (iLove Your Shoes)
3. Fabrique à souvenirs (iMake New Memories)
4. Je déclare ma flamme (iGo Public)
5. Le deepfake (iFaked It)
6. La réunion des anciens élèves (iReunited and It Felt Okay)
7. Weekend à Toledo (iGo to Toledo)
8. La chat-astrophe (iCause a Cat-astrophe)
9. Nouvel écosystème (iCreate a New Ecosystem)
10. La demande (iHave a Proposal)

## Accueil
iCarly à l'issue de la première saison acquiert un succès exceptionnel, elle est l'une des séries télévisées les plus regardés aux États-Unis avec une demande largement plus élevé que la moyenne. Elle est la neuvième série la plus regardée sur Paramount+ et le troisième meilleur programme de Nickelodeon.
En 2022 elle atteint un succès mondiale en devenant l'une des émissions de télévision les plus visionnés à l'échelle internationale et la série télévisée familial la plus suivi de 2022 à 2023 avant d'être détrôné par Mercredi. dont une demande toujours plus élevé que l'anormal dans la plupart des pays. Elle est la 61e série comique la plus suivi au niveau mondial.

### Réception et critiques
L'agrégateur de critiques Rotten Tomatoes a rapporté un taux d'approbation de 100 % sur la base de 7 critiques, avec une note moyenne de 6,67/10.

### Distinctions

#### Récompenses
- Kids' Choice Awards 2022 : Série télévisée familiale préférée

#### nominations
- Kids' Choice Awards 2023 : Série télévisée familiale préférée